# انجمن وکلای چین
انجمن وکلای چین ACLA، چینی: 中华全国律师协会 انجمنی رسمی حرفه ای برای وکلا است (کانون وکلا در اصطلاحات آمریکایی یا انجمن جامعه حقوقی در اصطلاحات مشترک‌المنافع) در جمهوری خلق چین. در ژوئیه ۱۹۸۶ تأسیس شد. این انجمن مدیریت حرفه ای را بر روی وکلا در راستای اجرای قانون انجام می‌دهد. همه حقوقدانان چین عضو ACLA هستند. در حال حاضر نزدیک به ۱۱۰٬۰۰۰ عضو دارد. رئیس فعلی آن وانگ 王俊峰
در اوت ۱۹۹۸، کانون وکلای دادگستری آمریکا پیشنهاد داد که به انجمن وکلای چین در تهیه وکیل مستقل کمک کند.
تابع
یکی از شش کمیته ویژه آن کمیته حمایت از حقوق قانونی وکلا است، بزرگترین کمیته ای که نقش بیشتری در حمایت از حقوق و منافع وکلا ایفا می‌کند.
وکیل مو شاوپینگ عضو کمیته حقوق بشر و قانون اساسی اتحادیه وکلای کل چین است. وی و گروه مشترک وی در رشته حقوق جزا، در بین‌المللی برای بسیاری از موارد حساس سیاسی از جمله در مورد لیو شیاوبو شناخته شده‌اند.